# Desafio Internacional das Estrelas de 2010
O Desafio Internacional das Estrelas de 2010 foi a sexta edição do Desafio Internacional das Estrelas, o evento de kart que reúne grandes nomes do automobilismo mundial, promovido pelo piloto brasileiro da Fórmula 1, Felipe Massa. Pela segunda vez, o evento foi realizado no kartódromo construído no Arena Sapiens Park, localizado na capital catarinense Florianópolis, entre os dias 17 e 19 de dezembro.

## Pilotos participantes
| Piloto               | Nacionalidade            | Categoria         | Nota                     |
| -------------------- | ------------------------ | ----------------- | ------------------------ |
| Felipe Massa         | Brasil, São Paulo        | Fórmula 1         |                          |
| Rubens Barrichello   | Brasil, São Paulo        | Fórmula 1         |                          |
| Jaime Alguersuari    | Espanha                  | Fórmula 1         |                          |
| Bruno Senna          | Brasil, São Paulo        | Fórmula 1         |                          |
| Lucas Di Grassi      | Brasil, São Paulo        | Fórmula 1         |                          |
| Tony Kanaan          | Brasil, Bahia            | Fórmula Indy      |                          |
| Bia Figueiredo       | Brasil, São Paulo        | Fórmula Indy      |                          |
| Vitor Meira          | Brasil, Distrito Federal | Fórmula Indy      |                          |
| Hélio Castroneves    | Brasil, São Paulo        | Fórmula Indy      |                          |
| Cacá Bueno           | Brasil, Rio de Janeiro   | Stock Car         |                          |
| Popó Bueno           | Brasil, Rio de Janeiro   | Stock Car         |                          |
| Thiago Camilo        | Brasil, São Paulo        | Stock Car         |                          |
| Marcos Gomes         | Brasil, São Paulo        | Stock Car         |                          |
| Christian Fittipaldi | Brasil, São Paulo        | Stock Car         |                          |
| Ricardo Zonta        | Brasil, Paraná           | Stock Car         |                          |
| Antonio Pizzonia     | Brasil, Amazonas         | Stock Car         |                          |
| Ricardo Maurício     | Brasil, São Paulo        | Stock Car         |                          |
| Luciano Burti        | Brasil, São Paulo        | Stock Car         |                          |
| Xandinho Negrão      | Brasil, São Paulo        | Stock Car         |                          |
| Allam Khodair        | Brasil, São Paulo        | Stock Car         |                          |
| Max Wilson           | Brasil, São Paulo        | Stock Car         |                          |
| Leonardo Nienkötter  | Brasil, Santa Catarina   | Trofeo Linea Fiat |                          |
| Felipe Giaffone      | Brasil, São Paulo        | Fórmula Truck     |                          |
| Alberto Valerio      | Brasil, Minas Gerais     | GP2 Series        |                          |
| João Paulo Oliveira  | Brasil, São Paulo        | Fórmula Nippon    |                          |
| Enrique Bernoldi     | Brasil, Paraná           | FIA GT            |                          |
| Marcos Pasquim       | Brasil, São Paulo        | —                 | Ator, convidado especial |

## Resultados

### Qualificação
| #              | Piloto               | Tempo          |
| Top Qualifying | Top Qualifying       | Top Qualifying |
| -------------- | -------------------- | -------------- |
| 1              | Antonio Pizzonia     | 56s288         |
| 2              | Lucas Di Grassi      | 56s325         |
| 3              | Rubens Barrichello   | 56s342         |
| 4              | Marcos Gomes         | 56s469         |
| 5              | Jaime Alguersuari    | 56s541         |
| 6              | Felipe Massa         | 56s546         |
| 7              | Ricardo Zonta        | 56s566         |
| 8              | Luciano Burti        | 56s719         |
| 9              | Vitor Meira          | 56s830         |
| 10             | João Paulo Oliveira  | 56s923         |
| Seletivas      |                      |                |
| 11             | Leonardo Nienkötter  | 55s955         |
| 12             | Cacá Bueno           | 56s147         |
| 13             | Thiago Camilo        | 55s955         |
| 14             | Tony Kanaan          | 56s159         |
| 15             | Enrique Bernoldi     | 55s968         |
| 16             | Bia Figueiredo       | 56s251         |
| 17             | Allam Khodair        | 56s021         |
| 18             | Christian Fittipaldi | 56s265         |
| 19             | Felipe Giaffone      | 56s122         |
| 20             | Alberto Valerio      | 56s692         |
| 21             | Popó Bueno           | 56s212         |
| 22             | Ricardo Maurício     | 56s752         |
| 23             | Helio Castroneves    | 56s294         |
| 24             | Max Wilson           | Sem tempo      |
| 25             | Bruno Senna          | 56s559         |
| 26             | Xandinho Negrão      | Sem tempo      |
| 27             | Marcos Pasquim       | 58s692         |

### Corridas
| #  | Piloto               | 1ª bateria | 2ª bateria | Pontos |
| -- | -------------------- | ---------- | ---------- | ------ |
| 1  | Lucas Di Grassi      | 25         | 0          | 25     |
| 2  | Felipe Massa         | 20         | 5          | 25     |
| 3  | Rubens Barrichello   | 8          | 17         | 25     |
| 4  | Bia Figueiredo       | 5          | 20         | 25     |
| 5  | Tony Kanaan          | 11         | 13         | 24     |
| 6  | Jaime Alguersuari    | 13         | 8          | 21     |
| 7  | Marcos Gomes         | 10         | 11         | 21     |
| 8  | Felipe Giaffone      | 4          | 15         | 19     |
| 9  | Antonio Pizzonia     | 16         | 0          | 16     |
| 10 | Allam Khodair        | 6          | 10         | 16     |
| 11 | Vitor Meira          | 9          | 4          | 13     |
| 12 | João Paulo Oliveira  | 2          | 9          | 11     |
| 13 | Luciano Burti        | 7          | 0          | 7      |
| 14 | Leonardo Nienkötter  | 0          | 7          | 7      |
| 15 | Ricardo Zonta        | 0          | 6          | 6      |
| 16 | Thiago Camilo        | 3          | 2          | 5      |
| 17 | Enrique Bernoldi     | 0          | 3          | 3      |
| 18 | Xandinho Negrão      | 1          | 1          | 2      |
| 19 | Max Wilson           | 0          | 0          | 0      |
| 20 | Ricardo Maurício     | 0          | 0          | 0      |
| 21 | Helio Castroneves    | 0          | 0          | 0      |
| 22 | Bruno Senna          | 0          | 0          | 0      |
| 23 | Alberto Valerio      | 0          | 0          | 0      |
| 24 | Christian Fittipaldi | 0          | 0          | 0      |
| 25 | Popó Bueno           | 0          | 0          | 0      |
| 26 | Cacá Bueno           | 0          | 0          | 0      |
| 27 | Marcos Pasquim       | 0          | 0          | 0      |

## Curiosidades
Até então, esta foi a primeira vez que o título foi "decidido" na 1ª bateria. Isto porque Lucas Di Grassi, vencedor da 1ª bateria, mesmo abandonando a 2ª prova e não ter pontuado, não foi ultrapassado pelos concorrentes diretos na classificação. Muito pelo contrário: houve um empate quádruplo entre ele, Felipe Massa, Rubens Barrichello e Bia Figueiredo, todos com 25 pontos, dando à Di Grassi a vantagem nos critério de desempate por ter vencido a 1ª bateria. Assim, pelo fato de que este título foi dado com a menor pontuação possível já somada, somado ao fato de que 4 pilotos ficaram empatados na liderança da classificação, fez com que estes 2 fatos fossem inclusos nas estatíticas da competição.
Além disso, outro fato entrou para a história da competição. Na 2ª bateria, Bia Figueiredo,  que largou da 11ª posição, tornou-se a 1ª mulher a vencer uma bateria da competição, marcando também a melhor volta da bateria.